# Do-jeon! Supermodel Korea (mùa 5)
Mùa thứ năm của Do-jeon! Supermodel Korea GUYS & GIRLS (hay Korea's Next Top Model GUYS & GIRLS), một số thí sinh tranh tài danh hiệu Korea's Next Top Model và một cơ hội để bắt đầu sự nghiệp của họ trong ngành người mẫu. Mùa giải này bao gồm 16 thí sinh và lần đầu tiên, sẽ có các thí sinh nam tham gia vào cuộc thi.
Điểm đến quốc tế cho mùa này là Toronto dành cho top 6.
Người chiến thắng trong cuộc thi là Hwang Ki Bbeum, 22 tuổi. Giải thưởng cho cô bao gồm:
- Một hợp đồng người mẫu với ESteem Models
- Lên ảnh bìa và trang biên tập cho tạp chí W
- Trở thành gương mặt mới cho Tiffany & Co.
- Giải thưởng tiền mặt trị giá 100.000.000₩

## Các thí sinh
(Độ tuổi tính từ ngày dự thi và sử dụng hệ thống xác định tuổi của Hàn Quốc)
| Thí sinh | Thí sinh | Thí sinh       | Tuổi | Chiều cao              | Quê quán | Bị loại ở | Hạng |
| -------- | -------- | -------------- | ---- | ---------------------- | -------- | --------- | ---- |
|          | 최지인   | Choi Ji In     | 26   | 1,77 m (5 ft 9+1⁄2 in) |          | Tập 1     | 16   |
|          | 정소현   | Jung So Hyun   | 20   | 1,78 m (5 ft 10 in)    |          | Tập 2     | 15   |
|          | 정동규   | Chung Dong Kyu | 19   | 1,84 m (6 ft 1⁄2 in)   |          | Tập 3     | 14   |
|          | 신재혁   | Shin Jae Hyuk  | 21   | 1,89 m (6 ft 2+1⁄2 in) | Daejeon  | Tập 4     | 13   |
|          | 한지안   | Han Ji An      | 23   | 1,78 m (5 ft 10 in)    | Seoul    | Tập 5     | 12   |
|          | 김승희   | Kim Seung Hee  | 16   | 1,71 m (5 ft 7+1⁄2 in) |          | Tập 5     | 11   |
|          | 김종훈   | Kim Jong Hoon  | 23   | 1,85 m (6 ft 1 in)     | Seoul    | Tập 6     | 10   |
|          | 방태은   | Bahng Tae Eun  | 24   | 1,88 m (6 ft 2 in)     |          | Tập 7     | 9–8  |
|          | 김예림   | Kim Yae Lim    | 19   | 1,69 m (5 ft 6+1⁄2 in) | Seoul    | Tập 7     | 9–8  |
|          | 최정진   | Choi Jeong Jin | 29   | 1,85 m (6 ft 1 in)     |          | Tập 8     | 7    |
|          | 정용수   | Jeong Yong Soo | 19   | 1,91 m (6 ft 3 in)     |          | Tập 9     | 6    |
|          | 현지은   | Hyeon Ji Eun   | 19   | 1,80 m (5 ft 11 in)    |          | Tập 10    | 5–4  |
|          | 김민정   | Kim Min Jung   | 17   | 1,75 m (5 ft 9 in)     |          | Tập 10    | 5–4  |
|          | 한승수   | Han Seung Soo  | 19   | 1,88 m (6 ft 2 in)     | Seoul    | Tập 12    | 3    |
|          | 이철우   | Lee Cheol Woo  | 23   | 1,89 m (6 ft 2+1⁄2 in) | Gangwon  | Tập 12    | 2    |
|          | 황기쁨   | Hwang Ki Bbeum | 23   | 1,75 m (5 ft 9 in)     | Seoul    | Tập 12    | 1    |

## Thứ tự gọi tên
| 1  | Ki Bbeum  | Ki Bbeum  | Tae Eun   | Seung Soo | Cheol Woo | Seung Soo Ki Bbeum | Ji Eun    | Seung Soo       | Min Jung  | Ji Eun    | Cheol Woo       | Ki Bbeum  |  |  |  |  |  |  |  |  |  |  |  |
| 2  | Cheol Woo | Seung Soo | Seung Soo | Cheol Woo | Ki Bbeum  | Seung Soo Ki Bbeum | Ki Bbeum  | Yong Soo        | Cheol Woo | Seung Soo | Seung Soo       | Cheol Woo |  |  |  |  |  |  |  |  |  |  |  |
| 3  | Yong Soo  | Min Jung  | Ki Bbeum  | Tae Eun   | Tae Eun   | Cheol Woo          | Cheol Woo | Min Jung        | Ji Eun    | Min Jung  | Ki Bbeum        | Seung Soo |  |  |  |  |  |  |  |  |  |  |  |
| 4  | Min Jung  | Jong Hoon | Cheol Woo | Ji Eun    | Seung Soo | Jeong Jin          | Seung Soo | Ki Bbeum        | Seung Soo | Ki Bbeum  | Ji Eun Min Jung |           |  |  |  |  |  |  |  |  |  |  |  |
| 5  | Seung Soo | Tae Eun   | Jeong Jin | Jae Hyuk  | Min Jung  | Yong Soo           | Min Jung  | Ji Eun          | Ki Bbeum  | Cheol Woo | Ji Eun Min Jung |           |  |  |  |  |  |  |  |  |  |  |  |
| 6  | Tae Eun   | Jeong Jin | Ji An     | Ji An     | Seung Hee | Ji Eun             | Jeong Jin | Jeong Jin       | Yong Soo  | Yong Soo  |                 |           |  |  |  |  |  |  |  |  |  |  |  |
| 7  | Ji Eun    | Seung Hee | Yae Lim   | Yae Lim   | Ji Eun    | Min Jung           | Yong Soo  | Cheol Woo       | Jeong Jin |           |                 |           |  |  |  |  |  |  |  |  |  |  |  |
| 8  | So Hyun   | Cheol Woo | Jae Hyuk  | Jeong Jin | Yae Lim   | Jong Hoon          | Tae Eun   | Tae Eun Yae Lim |           |           |                 |           |  |  |  |  |  |  |  |  |  |  |  |
| 9  | Ji In     | Yong Soo  | Min Jung  | Ki Bbeum  | Yong Soo  | Tae Eun            | Yae Lim   | Tae Eun Yae Lim |           |           |                 |           |  |  |  |  |  |  |  |  |  |  |  |
| 10 | Jeong Jin | Ji Eun    | Ji Eun    | Min Jung  | Jong Hoon | Yae Lim            | Jong Hoon |                 |           |           |                 |           |  |  |  |  |  |  |  |  |  |  |  |
| 11 | Seung Hee | Dong Kyu  | Jong Hoon | Seung Hee | Jeong Jin | Seung Hee          |           |                 |           |           |                 |           |  |  |  |  |  |  |  |  |  |  |  |
| 12 | Jong Hoon | Jae Hyuk  | Dong Kyu  | Jong Hoon | Ji An     | Ji An              |           |                 |           |           |                 |           |  |  |  |  |  |  |  |  |  |  |  |
| 13 | Jae Hyuk  | Yae Lim   | Seung Hee | Yong Soo  | Jae Hyuk  |                    |           |                 |           |           |                 |           |  |  |  |  |  |  |  |  |  |  |  |
| 14 | Ji An     | So Hyun   | Yong Soo  | Dong Kyu  |           |                    |           |                 |           |           |                 |           |  |  |  |  |  |  |  |  |  |  |  |
| 15 | Yae Lim   | Ji An     | So Hyun   |           |           |                    |           |                 |           |           |                 |           |  |  |  |  |  |  |  |  |  |  |  |
| 16 | Dong Kyu  | Ji In     |           |           |           |                    |           |                 |           |           |                 |           |  |  |  |  |  |  |  |  |  |  |  |

     Thí sinh bị loại
     Thí sinh bị loại trước phòng đánh giá
     Thí sinh chiến thắng cuộc thi
- Trong tập 5, có hai buổi loại trừ riêng biệt. Lần đầu tiên diễn ra bên ngoài phòng đánh giá sau khi thử thách catwalk, nơi mà Ji An đã bị loại. Thứ hai là buổi loại trừ bình thường và nó đã diễn ra tại phòng đánh giá.
- Tập 7 & 10 có loại trừ kép với ba thí sinh rơi vào cuối bảng.
- Tập 11 là tập trình diễn thời trang và trò chuyện với các thí sinh mùa khác.

### Buổi chụp hình
- Tập 1: Ảnh mở đầu chương trình
- Tập 2: Vận động viên thể dục dụng cụ trên không dưới sự tác động của nước
- Tập 3: Video âm nhạc: How Do I Look? - Beenzino
- Tập 4: Cặp đôi lưỡng tính
- Tập 5: Tạo dáng với vải bay tung tóe và ảnh chân dung vẻ đẹp
- Tập 6: Tạo dáng trên cà kheo theo cặp
- Tập 7: Ngày tận thế của tương lai
- Tập 8: Tạo dáng cùng với những nhân vật từ hãng phim Dreamworks
- Tập 9: Tạo dáng với mặt nạ vũ hội ở bảo tàng Casa Loma
- Tập 10: Tạo dáng với đồ cao cấp trên du thuyền
- Tập 12: Khỏa thân trong bồn tắm cho Tiffany & Co.; Ảnh bìa tạp chí W